# Liste der Flughäfen in Bangladesch
Dieser Artikel enthält eine Liste der Flughäfen in Bangladesch. Alle Flughäfen werden durch die Zivilluftfahrtbehörde von Bangladesch (বেসামরিক বিমান চলাচল কর্তৃপক্ষ, Civil Aviation Authority of Bangladesh) betrieben.
Bangladesch verfügt über drei internationale Flughäfen, sechs inländische Flughäfen und mehrere STOL-Flughäfen (Short Take-off and Landing).

Ein weiterer Inlandsflughafen ist in Khulna geplant (Khan Jahan Ali Airport). Der Grundstein war schon 1996 gelegt worden, jedoch wurden die Bauarbeiten daran 1997 unterbrochen. Das Projekt soll bis zum Jahr 2020 wieder aufgenommen werden.

Außerdem gibt es zahlreiche kleinere Flugfelder, die während des Zweiten Weltkrieges gebaut wurden. Der sehr häufig bei Inlandsflügen verwendete Flugzeugtyp ist die De Havilland DHC-8. Nach den Anforderungen der Internationalen Zivilluftfahrtorganisation (ICAO) sollte ein Flughafen, auf dem dieser Maschinentyp landen soll, eine Start- und Landebahn mindestens mit den Abmessungen 1200 bis 1800 Meter Länge × 45 Meter Breite haben. Die Inlandsflughäfen Saidpur, Barisal und Rajshahi erfüllten 2015 diese Anforderungen nicht. Die Bahnlänge war zwar ausreichend, jedoch nicht die Breite, die nur 30 Meter betrug. Die zuständige Aufsichtsbehörde Civil Aviation Authority of Bangladesh erklärte die Flughäfen für diesen Flugzeugtyp jedoch für ausreichend sicher.

## Flughäfen
Regelmäßige kommerzielle Flüge gibt es nur von den drei internationalen Flughäfen und den Flughäfen für Inlandsflüge (soweit nicht anders gekennzeichnet). Viele dieser Flugplätze werden auch von der bangladeschischen Luftwaffe genutzt.
| Flughafen                                              | ICAO-Code | IATA-Code | Division   | englischer/bengalischer Name                                       |
| ------------------------------------------------------ | --------- | --------- | ---------- | ------------------------------------------------------------------ |
|                                                        |           |           |            |                                                                    |
| Internationale Flughäfen                               |           |           |            |                                                                    |
| Flughafen Dhaka                                        | VGHS      | DAC       | Dhaka      | Hazrat Shahjalal International Airport হযরত শাহ্‌জালাল আন্তর্জাতিক বিমানবন্দর  |
| Flughafen Chittagong                                   | VGEG      | CGP       | Chittagong | Shah Amanat International Airport শাহ আমানত আন্তর্জাতিক বিমানবন্দর          |
| Flughafen Cox’s Bazar                                  | VGCB      | CXB       | Chittagong | Cox’s Bazar International Airport কক্সবাজার আন্তর্জাতিক বিমানবন্দর           |
| Flughafen Sylhet                                       | VGSY      | ZYL       | Sylhet     | Osmani International Airport ওসমানী আন্তর্জাতিক বিমানবন্দর                  |
| Flughäfen für Inlandsflüge                             |           |           |            |                                                                    |
| Flughafen Rajshahi                                     | VGRJ      | RJH       | Rajshahi   | Shah Mokhdum Airport শাহ মখদুম বিমানবন্দর                               |
| Flughafen Jessore                                      | VGJR      | JSR       | Khulna     | Jessore Airport যশোর বিমানবন্দর                                        |
| Flughafen Saidpur                                      | VGSD      | SPD       | Rangpur    | Saidpur Airport সৈয়দপুর বিমানবন্দর                                      |
| Flughafen Barisal                                      | VGBR      | BZL       | Barishal   | Barisal Airport বরিশাল বিমানবন্দর                                       |
| Flughafen Ishwardi                                     | VGIS      | IRD       | Rajshahi   | Ishwardi Airport ঈশ্বরদী বিমানবন্দর                                     |
| Flughafen Khulna                                       |           |           | Khulna     | Khan Jahan Ali Airport, Khulna খান জাহান আলী বিমানবন্দর, খুলনা (in Planung) |
| Flughafen Tejgaon                                      | VGTJ      |           | Dhaka      | Tejgaon Airport তেজগাঁও বিমানবন্দর                                       |
| Kleinere Flughäfen (STOL = Short Take-off and Landing) |           |           |            |                                                                    |
| Flughafen Cumilla                                      | VGCM      | CLA       | Chittagong | Cumilla Airport কুমিল্লা বিমানবন্দর                                       |
| Flughafen Bogura                                       | VGBG      |           | Rajshahi   | Bogura Airport বগুড়া বিমানবন্দর                                         |
| Flugplatz Thakurgaon                                   | VGSG      | TKR       | Rangpur    | Thakurgaon Airport ঠাকুরগাঁও বিমানবন্দর                                   |
| Flugplatz Shamshernagar                                | VGSH      | ZHM       | Sylhet     | Shamshernagar STOLport                                             |
| Unbenutzte Flugplätze                                  |           |           |            |                                                                    |
| Flugplatz Sandwip                                      |           |           | Chittagong | Sandwip Airport                                                    |
| Flugplatz Chakaria                                     |           |           | Chittagong | Chokoria Airport                                                   |
| Flugplatz Feni                                         |           |           | Chittagong | Feni Airport                                                       |
| Flugplatz Tangail                                      |           |           | Dhaka      | Tangail Airport                                                    |
| Flughafen Lalmonirhat                                  | VGLM      |           | Rangpur    | Lalmonirhat Airport                                                |
| Flugplatz Maulvi Bazar                                 |           |           | Sylhet     | Maulvi Bazar Airport                                               |
| Flughafen Noakhali                                     |           |           | Chittagong | Noakhali Airport                                                   |
| Flugplatz Rasulpur                                     |           |           | Chittagong | Rasulpur Airport                                                   |
| Flugplatz Sirajganj                                    |           |           | Rajshahi   | Sirajganj Airport                                                  |
| Flugplatz Bajitpur                                     |           |           | Dhaka      | Bajitpur Airport                                                   |
| Flugplatz Patuakhali                                   |           |           | Barishal   | Patuakhali Airport পটুয়াখালী বিমানবন্দর                                   |